# Затинайко Олександр Іванович
Затинайко Олександр Іванович (30 січня 1949, с. Отрадне Гребінківського району Полтавської області) — український військовий діяч, начальник Генерального штабу Збройних Сил України (2002–2004), начальник Генерального штабу Збройних Сил України — перший заступник Міністра оборони України (1996–1998). Генерал-полковник (1997). Член РНБО (2002–2004).

## Біографія
Народився у сім'ї службовця.
Освіта — Київське вище загальновійськове командне училище ім. М. Фрунзе (1970), Військова академія імені М. В. Фрунзе (1977), Військова академія Генерального штабу збройних сил Російської Федерації (1993). Кандидат військових наук.
Проходив службу в Групі радянських військ у Німеччині на посадах командира взводу, заступника командира, командира мотострілецької роти. Після закінчення академії служив у військах Київського військового округу на посадах командира мотострілецького батальйону, начальника штабу мотострілецького полку, начальника штабу — заступника командира дивізії.
- З серпня 1985 по вересень 1987 р. — командир окремої бригади (Республіка Куба).
- З жовтня 1987 р. по 1991 р. проходив службу у Сибірському військовому окрузі на посаді командира 85-ї мотострілецької дивізії.
- З 1991 р. по 1993 р. — навчання у Військовій академії Генерального штабу Збройних Сил РФ[1]
- З серпня 1993 р. — командир 13-го армійського корпусу Прикарпатського військового округу.
- 7 травня 1995 року — присвоєно військове звання генерал-лейтенанта[2].
- 12 березня 1996 року призначений начальником Генерального штабу Збройних Сил України — першим заступником Міністра оборони України[3].
- 21 серпня 1997 року — присвоєно військове звання генерал-полковника[4].
- 30 вересня 1998 року звільнений з посади начальника Генерального штабу Збройних Сил України — першого заступника Міністра оборони України та призначений командувачем військами Південного оперативного командування[5].
- 19 грудня 2001 року звільнений з посади командувача військами Південного оперативного командування та призначений Головнокомандувачем Сухопутних військ Збройних Сил України[6].
- 13 серпня 2002 року призначений начальником Генерального штабу Збройних Сил України[7].
- 7 вересня 2002 року уведений до складу РНБО[8].
- 3 червня 2004 року звільнений з посади з посади начальника Генерального штабу Збройних Сил України[9] та виведений зі складу РНБО[10]
- 14 серпня 2004 року призначений Головним інспектором Міністерства оборони України[11].
- 11 березня 2005 року указом Президента України В. А. Ющенко звільнений з військової служби у запас у зв'язку із скороченням штатів[12] За іншими розслідуваннями у 2018 році загадково частих підривів складів боєприпасів в Україні, був звільнений у наслідок вибухів складів боєприпасів у Новобогданівці 6 травня 2004 року.[13]

## Нагороди
- Орден Богдана Хмельницького I ст. (30 січня 2004) — за визначний особистий внесок у зміцнення обороноздатності та національної безпеки України, зразкове виконання військового обов'язку[14]
- Орден Богдана Хмельницького II ст. (2 грудня 2002) — за вагомий особистий внесок у забезпечення обороноздатності України, високий професіоналізм[15]
- Орден Богдана Хмельницького III ст. (2 жовтня 1998) — за вагомий особистий внесок у забезпечення обороноздатності України, підтримання високої бойової готовності військ[16]
- Відзнака «Іменна вогнепальна зброя» (1 липня 1995) — за бездоганну багаторічну службу, особисті заслуги у підтриманні високої бойової та мобілізаційної готовності військ корпусу[17]
- Відзначений нагородами СРСР: орден Червоної Зірки, орден «За службу Батьківщині в Збройних Силах СРСР» III ст., медаль «За бойові заслуги».